# أوان (صحيفة كويتية)
صحيفة أوان هي صحيفة عربية مستقلة مقرها في الكويت تأسست عام 2007 وأغلقت في مايو 2010 لأسباب اقتصادية، كانت تقدم أخبار يومية حول السياسة والاقتصاد والفنون والثقافة والرياضة.